# Ignacio de Veintemilla
Mario Ignacio Francisco Tomás Antonio de Veintemilla y Villacís (Quito, Equador, 31 de juliol de 1828 – 19 de juliol de 1909) fou un polític equatorià, president de la República entre 1876 i 1883.
En la seva carrera política, primer fou Ministre de Guerra i Marina. El 1869 va participar en una conspiració per enderrocar el president Gabriel García Moreno, però l'intent va fracassar i Veintemilla va ser arrestat i exiliat. Va romandre a Europa durant diversos anys, fins que el 1875 va tornar a l'Equador i el 1876 va deposar el president Antonio Borrero i va assumir el comandament suprem del país. El març de 1878 es forma una Assemblea Constituent que redacta la IX Constitució de l'Equador i escull Veintemilla com a president.
El seu govern es va caracteritzar per un fort autoritaritarisme, i finalment es va proclamar dictador (Jefe Supremo) el 1882, abans de les eleccions. Això va provocar una gran resistència a la seva autoritat, amb lluites armades que van culminar amb el seu enderrocament el 1883: el 14 de gener es crea un pentavirat a Quito, mentre que el 5 de juny Eloy Alfaro és proclamat Jefe Supremo a les províncies de Manabí i Esmeraldas; el 9 de juliol Veintemilla fuig cap a Lima, ciutat on residí durant més de vint anys. Poc abans de morir retornà a Quito.
Entre els seus principals opositors hi va haver el cèlebre escriptor Juan Montalvo, que a la seva obra Capítulos que se le olvidaron a Cervantes va donar el nom d'Ignacio de Veintemilla a un lladre ajusticiat.